# Église du marché de Hanovre
L'église du marché (en allemand : Marktkirche, signifiant « église de la place du marché ») est la principale église luthérienne de Hanovre, en Allemagne. Construite au 14e siècle, elle est mentionnée en 1342 sous le nom d'église des Saints Jacques et Georges (en latin : ecclesia sanctorum Jacobi et Georgii) en dédicace à Saint Jacques le Majeur et Saint Georges. Remplaçant une église plus ancienne et plus petite située au même endroit, datant de 1125, et connue sous le nom de St. Georgii (d'après Saint Georges) en 1238, Hanovre s'est développée autour d'elle et de la place du marché située juste au sud, fondée à peu près à la même époque.
Aujourd'hui, le nom officiel de l'église est Église du marché des Saints Georges et Jacques (Marktkirche St. Georgii et Jacobi), et avec l'Hôtel de Ville de la vieille ville à proximité, elle est considérée comme l'exemple le plus méridional du style gothique de brique du nord de l'Allemagne (norddeutsche Backsteingotik).
Cette église possède un toit monumental en bâtière qui s'élève au-dessus de la nef et des deux bas-côtés, le toit et les voûtes des nefs ont été restaurés en 1952 après avoir été détruits lors d'un raid aérien en 1943. Sa tour, située sur son côté ouest et symbole de la puissance et de la richesse des citoyens de la ville lors de sa construction, est à la fois un point de repère de Hanovre et, 636 ans après la construction de son toit, l'une des tours les plus hautes de Basse-Saxe.

## Maître-autel
Le maître-autel a été sculpté dans du bois de tilleul vers 1480. Sa façade représente la Passion du Christ en 21 scènes, inspirées des modèles de Martin Schongauer, tandis que son dos montre des scènes de la vie des deux saints patrons, Saint Georges et Saint Jacques. Déplacé à l'Aegidienkirche (Église Saint Gilles de Hanovre) en 1663 pour faire place à un autel baroque, l'autel fut transféré au Welfenmuseum (devenu Niedersächsische Landesmuseum Hannover, Musée régional de Basse-Saxe à Hanovre) en 1856, échappant ainsi à la destruction pendant la Seconde Guerre mondiale lorsque lAegidienkirche fut bombardée. Il fut retourné à l'église du marché en 1952.

## Orgue
Un orgue a été installé en 1893, il comprenait des parties d'un instrument du XVIIe siècle. Cet orgue a été détruit pendant la Seconde Guerre mondiale.
L'orgue principal actuel se trouve sur le mur du fond du bas-côté sud. Le premier instrument à cet emplacement a été construit en 1953 et 1954 par les facteurs d'orgue Emil Hammer Orgelbau et Rudolf von Beckerath. Il comportait 61 jeux, quatre claviers manuels et un pédalier. Le buffet (Prospekt), conçu par Dieter Oesterlen, est un monument protégé.
De 2007 à 2009, l'instrument a été reconstruit par Orgelbau Goll à Lucerne.

## Cloches
L'église du Marché possède 11 cloches. La Cloche du Christ et de la Paix est la plus grande de Basse-Saxe et n'est utilisée que lors d'occasions particulières.

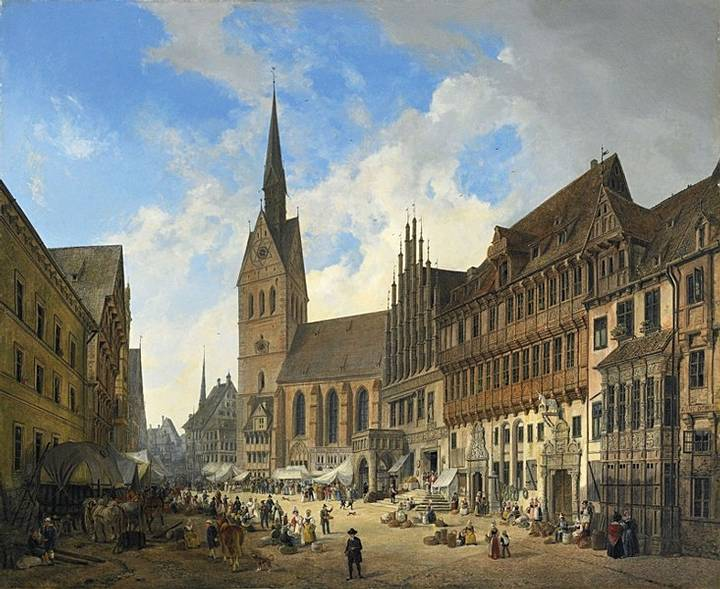
Début du 19e siècle
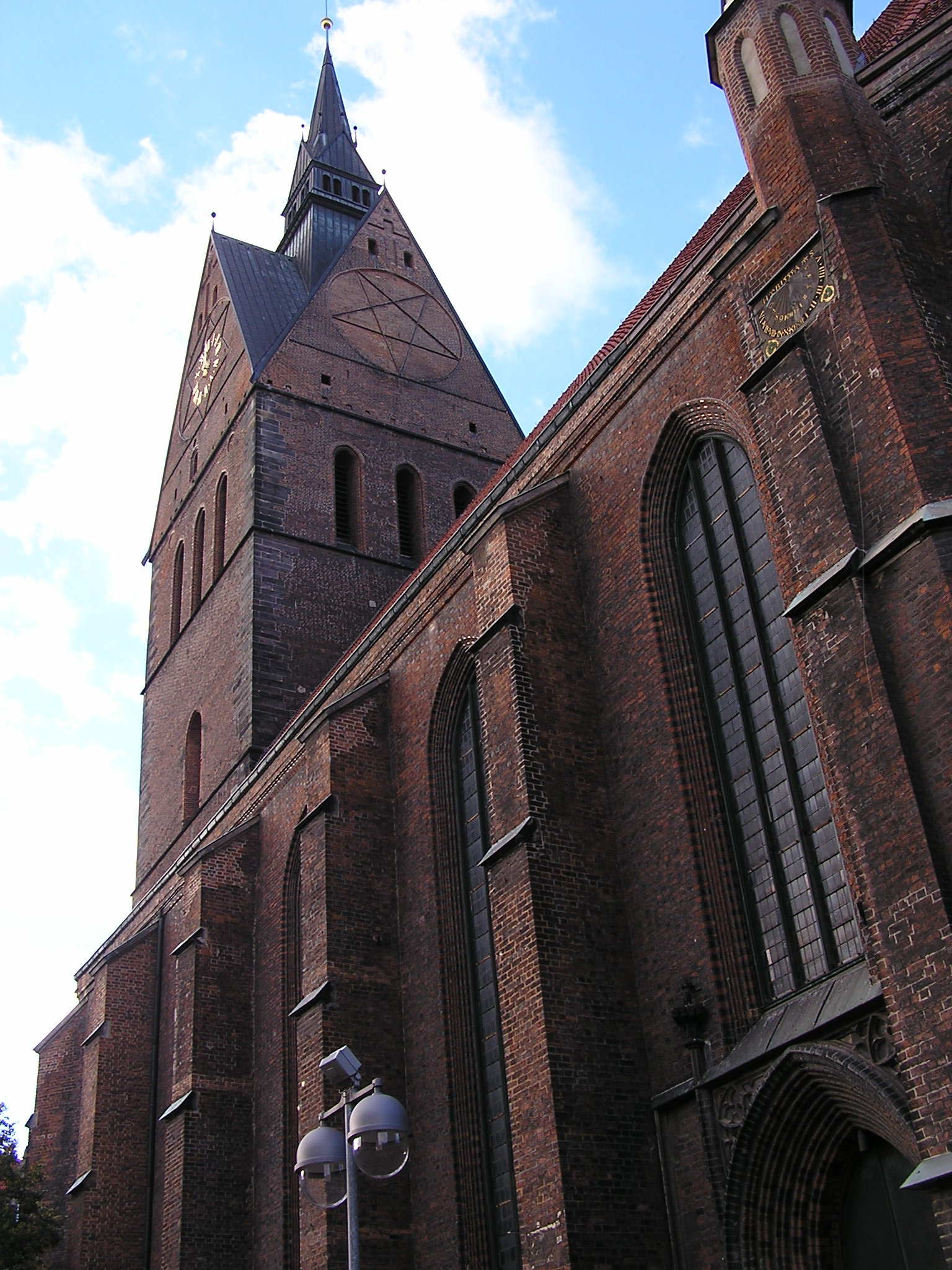
Extérieur, 2004
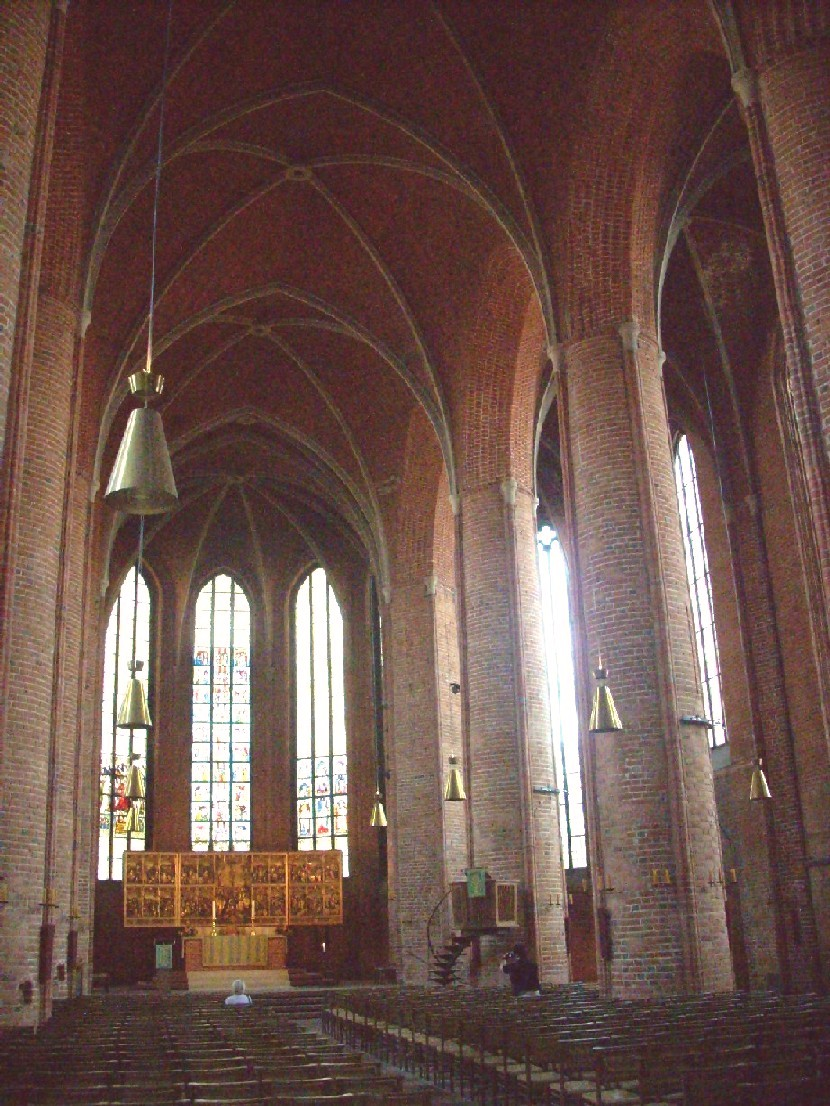
Intérieur, 2007